# Pfarrkirche Herzogbirbaum

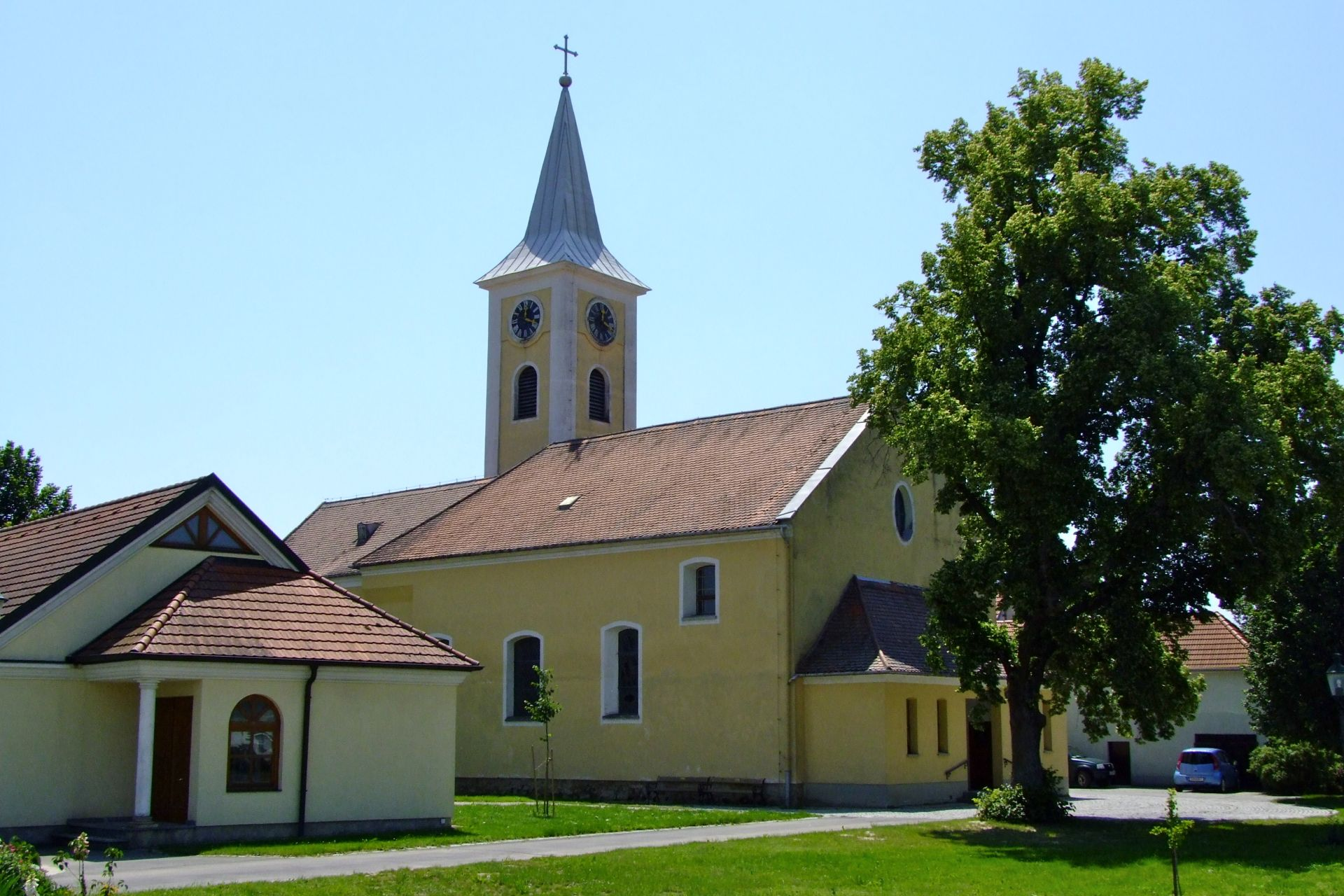
Katholische Pfarrkirche hl. Johannes der Täufer in Herzogbirbaum

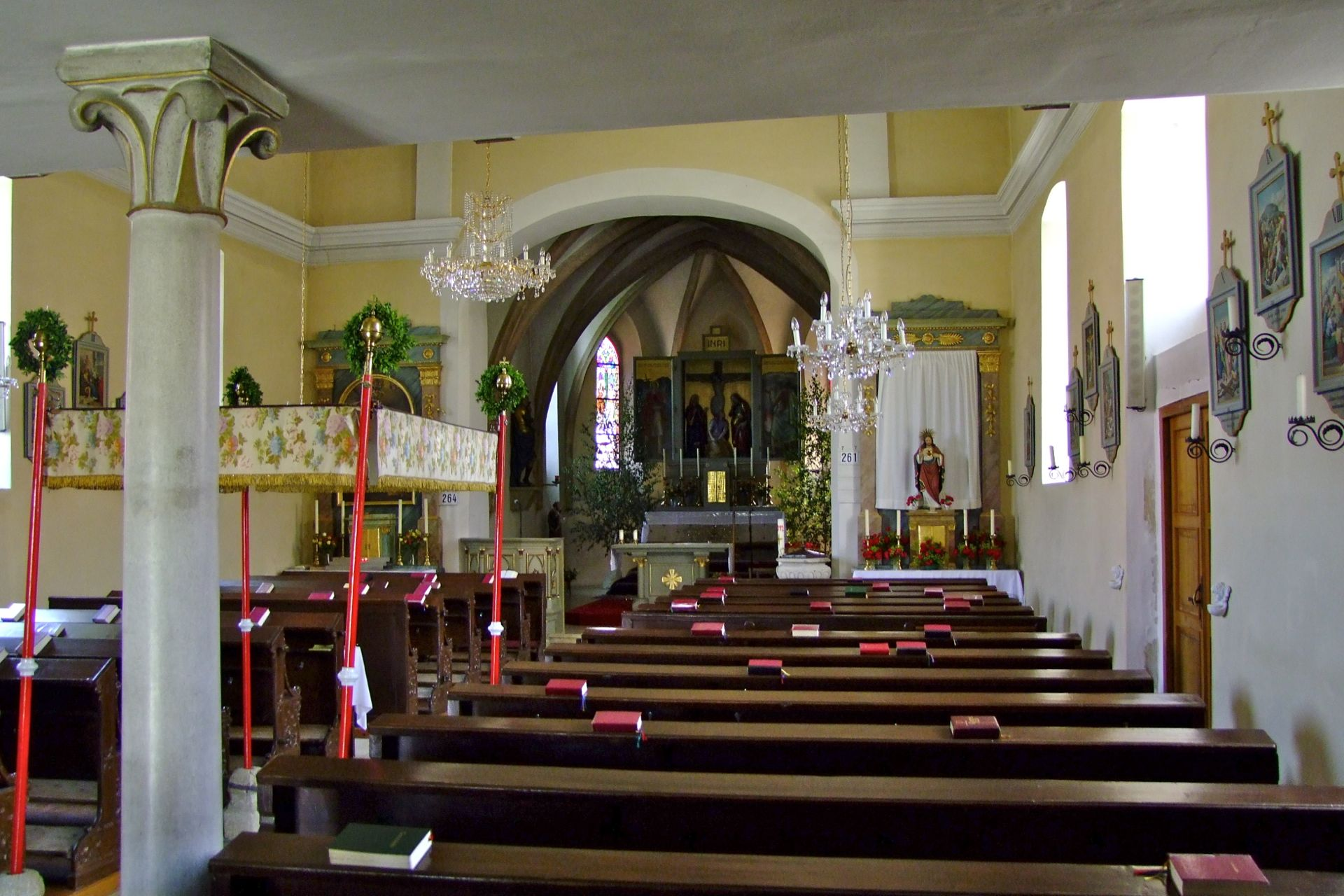
Langhaus, Blick zum Chor

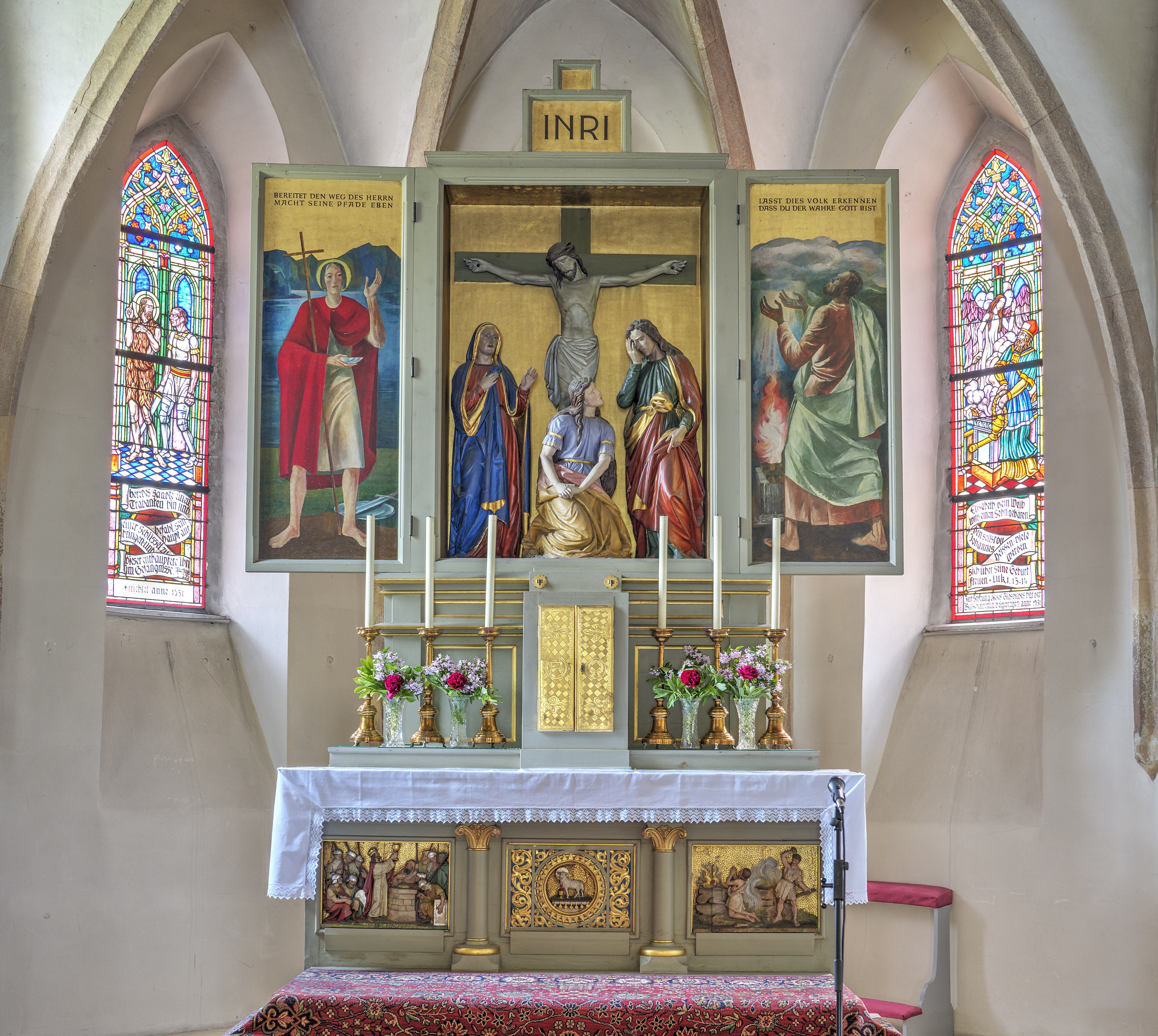
Flügelaltar im Chor

Die römisch-katholische Pfarrkirche Herzogbirbaum steht am ehemaligen Anger mittig in der Ortschaft Herzogbirbaum in der Marktgemeinde Großmugl im Bezirk Korneuburg in Niederösterreich. Die dem Patrozinium des hl. Johannes der Täufer unterstellte Pfarrkirche gehört zum Dekanat Stockerau im Vikariat Unter dem Manhartsberg der Erzdiözese Wien. Die Kirche steht unter Denkmalschutz (Listeneintrag).

## Geschichte
Die Pfarre wurde 1294 gegründet.
Der gotische Chor wurde im zweiten und dritten Drittel des 14. Jahrhunderts erbaut. Nach einem Brand 1821 wurde die Kirche erneuert. Die Westempore wurde 1862 eingebaut. Die Sakristei und das Oratorium wurde um 1900 östlich des Turmes und am Chor angebaut.

## Architektur
Die barocke Saalkirche hat einen gotischen Chor und einen barocken Südturm.
Das Kirchenäußere zeigt ein schlichtes Langhaus mit Flachbogenfenstern, der eingezogene Chor mit einem Fünfachtelschluss hat erneuerte Strebepfeiler und Spitzbogenfenster am Polygon, im südlichen Choreck steht der Turm mit einer Putzgliederung und trägt einen Pyramidenhelm.
Das Kircheninnere zeigt ein schlichtes Langhaus unter einer neueren Flachdecke mit einer barocken durch Pilaster gegliederte Attikazone zwischen umlaufenden Gesimsen. Die neugotische Orgelempore steht auf Säulchen. Der eingezogene abgefaste Triumphbogen ist flachbogig. Der zweijochige Chor mit einem Fünfachtelschluss hat ein Kreuzrippengewölbe auf Parallelabsenklingen, die Schlusssteine sind scheibenförmig.
Die Langhausdecke zeigt ein Bildmedaillon mit den Heiligen Maria, Johannes der Täufer und die Eucharistie gemalt von Alexander Rothaug 1934. Die Glasmalerei aus 1931 zeigt Szenen zum hl. Johannes dem Täufer.

## Einrichtung
Der Hochaltar um 1900 als reduziertes Flügelretabel zeigt im Schrein die Kreuzigungsgruppe, die Flügelbilder zeigen die Heiligen Johannes der Täufer und Elias um 1960/1970, das Mensarelief um 1900 zeigt Abel und Melchisedek.
Die barocken Schnitzfiguren aus der ersten Hälfte des 18. Jahrhunderts, vermutlich vom ehemaligen barocken Hochaltar, zeigen die Heiligen Leopold, Florian, Franziskus und Antonius von Padua. Das polygonale gebuckelte Taufbecken aus Sandstein auf einem gebauchten Fuß ist aus der ersten Hälfte des 18. Jahrhunderts.
Die Seitenaltäre um 1830 als klassizistische Pilasterretabel zeigen links das Altarblatt Martyrium des Johannes des Täufers und rechts das Altarblatt Johannes als Schreiber der Apokalypse.
Die neugotische Orgel mit 11 Registern baute Johann M. Kauffmann 1896. Glocken nennen 1753 und Franz Ulrich Scheichel 1775.